# Mercado Campesino (Sucre)
El Mercado Campesino es el mercado más grande de Sucre, la capital Bolivia. Lleva muchos años de funcionamiento y continúa expandiéndose con la popularidad de la cultura de mercado en Bolivia. Esto se debe a que muchos de los productos se cultivan o fabrican fuera de la ciudad. Fue construido para desconcentrar el Mercado Central.
El mercado es también el lugar más común para que los campesinos o los pueblos indígenas realicen sus negocios en Sucre. Con una población de 300.000 habitantes, aproximadamente 20.000 personas de Sucre trabajan en asociación con el Mercardo Campesino cada día. La mayor parte del mercado funciona con puestos móviles, semimóviles y de construcción ligera que se encuentran directamente en la calle. Algunos vendedores operan con mochilas y maletas.
A pesar de estar fuera de la zona central de la ciudad, el Mercardo Campesino es el lugar más visitado de Sucre. El tráfico del mercado varía durante la semana, siendo los sábados son los más populares. El fin de semana es habitual que los familiares visiten juntos el mercado como forma de ocio.  Las calles aledañas al mercado funcionan como infraestructura para el comercio mayorista de alimentos agropecuarios.